# Oedemopsis angusta
Oedemopsis angusta är en stekelart som först beskrevs av Setsuya Momoi 1970.  Oedemopsis angusta ingår i släktet Oedemopsis och familjen brokparasitsteklar. Inga underarter finns listade i Catalogue of Life.